# Karl Knoch
Karl Heinrich Knoch (* 19. Januar 1883 in Marburg; † 8. Januar 1972 in Offenbach am Main) war ein deutscher Klimatologe, der zahlreiche Schriften im Bereich der Meteorologie, speziell der Klimatologie, veröffentlichte. Er befasste sich vor allem mit den Teilbereichen Agrar- und Bioklimatologie sowie der Weltklimakunde. Karl Knoch wurde als Vater der deutschen Klimatologie bezeichnet.

## Leben
Karl Knoch wurde als Sohn von Heinrich Bernhard Knoch und Anna Katharina Knoch in Marburg als ältestes von fünf Kindern geboren. Von 1901 bis 1905 studierte er in seiner Geburtsstadt und in Berlin Naturwissenschaften. Dabei belegte er Kurse in Geometrie, Physik, Chemie, Geographie, Mathematik, Geodäsie, Philosophie und Logik. Während seines Studiums wurde er 1901 Mitglied der Marburger Burschenschaft Germania. 1905 nahm er eine Stelle als „wissenschaftlicher Hilfsarbeiter“ (heute: Assistent) in Berlin an, bevor er 1906 bei Theobald Fischer mit einer Arbeit über die Niederschlagsverhältnisse der Atlasländer promovierte und ein Jahr später ins Königlich Preußische Meteorologische Institut einstieg. Trotz gesicherten Arbeitsplatzes und Doktortitel meldete er sich 1914 freiwillig als Soldat in den Ersten Weltkrieg. Er kämpfte bis 1918 unter anderem in Frankreich, Italien und Russland.
Ab 1919 arbeitete er als Observator. In dieser Zeit entschied sich unter dem Einfluss Gustav Hellmanns zudem die Richtung seiner späteren Forschungen. Die Heirat am 8. Oktober 1920 mit Margarete Reimer folgte in der deutschen Hauptstadt. Nach Habilitation 1925, Ernennung zum außerordentlichen Professor an der Universität Berlin 1928 und Übernahme eines Lehrauftrages an der Landwirtschaftlichen Hochschule derselben Stadt wurde Knoch 1929 zum Leiter der Klima-Abteilung des Preußischen Meteorologischen Institutes ernannt. 1921 hatte er zusammen mit Hellmann, von Elsner und Henze einen Klima-Atlas für Deutschland veröffentlicht. 1927 unternahm er eine Reise nach Südamerika, um dort seine Klimaforschungen fortzuführen.
Die Ergebnisse dieser Reise veröffentlichte er 1930 (Die Klimakunde von Südamerika). 1935 konnte Knoch nach der Gründung des Reichswetterdienstes, zu dessen Direktor er ernannt wurde, die klimatologische Praxis nutzbringend auf Landwirtschaft und Medizin übertragen. Diese Bereiche förderte er bis zu seinem Lebensende. 1940 wurde er Honorarprofessor.
In jener Zeit kreuzten sich seine Wege auch mit Hermann Flohn, der in seiner Abteilung arbeitete und Knoch als „erstklassigen Meteorologen“ im Gedächtnis behielt.
Durch persönlichen Einsatz rettete Karl Knoch 1945/46 Archiv und Bibliothek des Reichswetterdienstes. Die Dokumente fielen nach Zwischenstationen in Groß Leuthen (1943) und in Thüringen den amerikanischen Besatzern in die Hände, für die Knoch sie schließlich nach Abgabe Thüringens an Russland mit amerikanischen Lastwagen und Eisenbahnen nach Wiesbaden brachte. Nach einem kurzen Aufenthalt gelangten sie schließlich nach Bad Kissingen ins Zentralamt für den Wetterdienst in der US-Zone. Hermann Flohn sagte später, in Knochs Einsatz habe sich „echte Hingabe für die Wissenschaft“ gezeigt, für die die Meteorologen ihm „unsterblichen Dank“ schuldeten.
Ab dem Jahr 1949 wurde die Ausstellung Klima und Mensch eröffnet, die Knoch erschaffen hatte. Ab dieser Zeit und bis zu seinem Tode war er weiterhin sehr produktiv. Er verfasste gerade in der Nachkriegszeit zahlreiche Arbeiten. 1959 zog er von Bad Kissingen nach Offenbach. Am 1. Februar 1953 war er pensioniert worden, dennoch arbeitete er fortlaufend und wirkte unter anderem beim Weltseuchenatlas mit, überarbeitete die Klimaatlanten der Bundesländer, schrieb in bemerkenswert früher Zeit das Werk Haben wir eine wirksame Gesetzgebung im Kampf gegen die Verschmutzung der Luft? und arbeitete noch in den letzten Jahren an dem umfangreichen Werk Kurortprobleme, das jedoch nicht mehr gedruckt werden konnte.

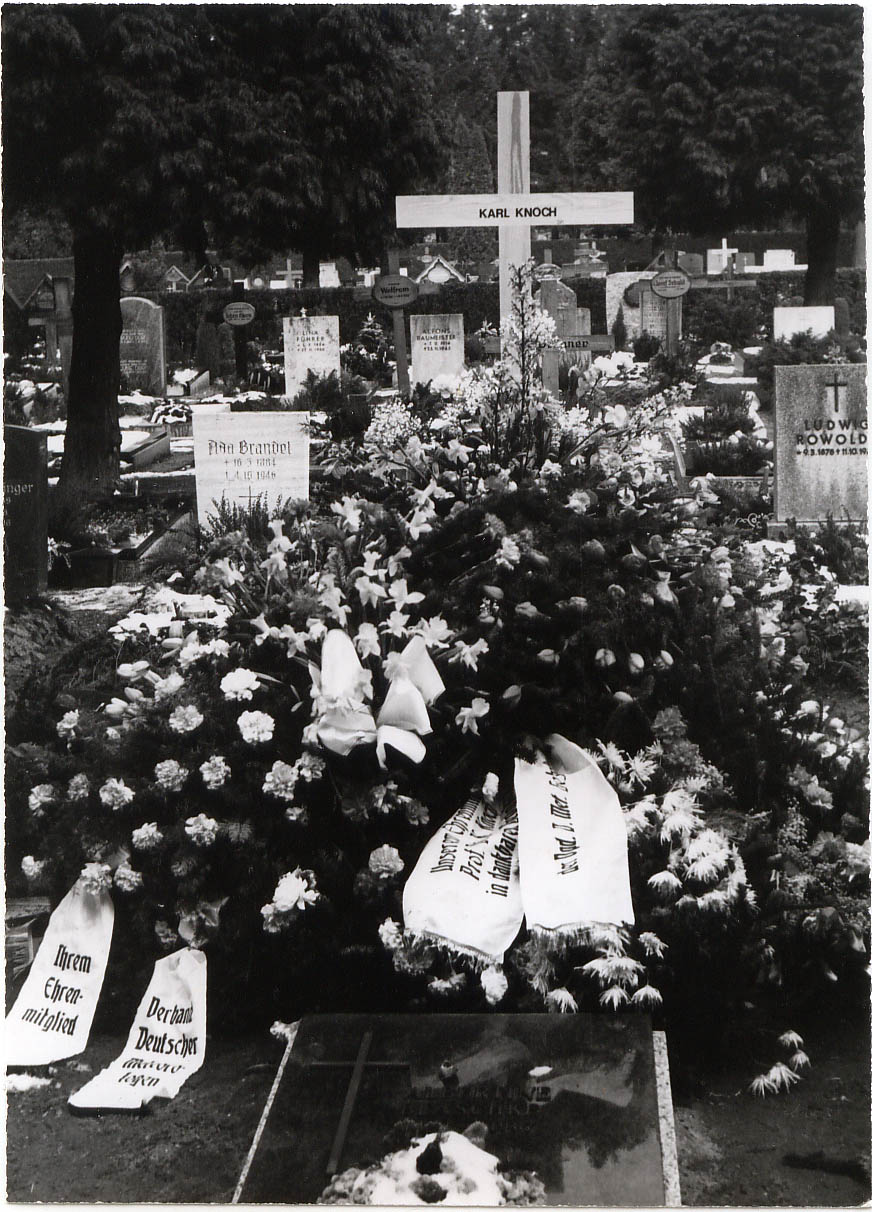
Knochs Grab, aufgenommen 1972

1972 verstarb Knoch in Offenbach am Main. Er hinterließ mit Margarete Reimer zwei Söhne. In einem Nachruf wurde er mit den Worten „Karl Knoch vereinigte in sich die oft gerühmten vorbildlichen Eigenschaften des preußischen Beamten, die hohe Intelligenz und den Fleiß des zielbewussten genialen Forschers und die Geradlinigkeit des hervorragenden, keine Mühe und Hindernisse scheuenden Organisators, dabei allem Neuen aufgeschlossen und persönlich von größter Bescheidenheit und Bedürfnislosigkeit.“ geehrt.

## Bedeutung für die Meteorologie
Knoch erschuf auf der Grundlage der Arbeiten Gustav Hellmanns den Bereich der Klimatologie für den deutschen Wetterdienst neu, trieb ihn voran und unterstützte ihn mit zahlreichen Forschungen.
Er lebte zudem eine Zeit zahlreicher Umstürze und Neuanfänge, sodass er über das Preußische Königliche Meteorologische Institut über den Reichswetterdienst bis zum Deutschen Wetterdienstes drei Organisationen miterlebte und -gestaltete. Gerade bei den beiden letzteren leistete er einen bedeutenden Beitrag zur Organisation und Etablierung neuartiger Teilgebiete und Anwendungsmöglichkeiten der Meteorologie.
Später förderte er die Kurortklimaforschung enorm und half mit, eine einheitliche Ordnung zur Messung der Effektivität von Kurorten in bestimmten physischen und psychischen Zuständen der betreffenden Kurgäste auf den Weg zu bringen. Er galt dabei als Pionier der Zusammenarbeit von Ärzten und Klimatologen auf Seiten letzterer und betonte immer die Bedeutung dieser Kooperation.

## Auszeichnungen und Ehrenmitgliedschaften
Knoch war Träger des Großen Bundesverdienstkreuzes, welches er 1953 zu seinem 70. Geburtstag erhielt, und wurde am gleichen Tag mit der Zugspitze-Medaille geehrt. Auch die selten verliehene Wetterdienstplakette wurde ihm zuteil. Schließlich war er nicht nur Ehrenmitglied zahlreicher meteorologischer Gesellschaften, sondern auch der Deutschen Gesellschaft für Balneologie, Bioklimatologie sowie physikalische Therapie.
Knoch war Mitglied des Deutschen Alpenvereins und im Rhönklub.

## Werke

### Schriften
Knoch verfasste in seinem Leben 175 Veröffentlichungen. Zu den wichtigsten zählen:
- Ergebnisse von Höhenwindmessungen auf dem Nordatlantischen Ozean und dem Karibischen Meer im April u. Mai 1927. Friederichsen, de Gruyter & Co., Altona 1928.
- Mit E. Blanck, K. Rehorst u. a.: Die Verwitterungslehre und ihre klimatologischen Grundlagen. Julius Springer, Berlin 1929.
- Klimakunde von Südamerika. Gebrüder Borntraeger, Berlin 1930.
- Klima und Klimaschwankungen. Quelle & Meyer, Leipzig 1930.
- Klima-Atlas von Hessen. Dt. Wetterdienst in der US-Zone, Bad Kissingen 1950.
- mit Alfred Schulze: Methoden der Klimaklassifikation. Perthes, Gotha 1952.
- Klima-Atlas von Bayern. Deutscher Wetterdienst, Bad Kissingen 1952.
- Die Landesklima–Aufnahme, Wesen und Methodik. Deutscher Wetterdienst, Bad Kissingen 1963.

Anmerkung: Viele weitere wichtige Beiträge erschienen in Zeitschriften, Mitteilungen des Deutschen Wetterdienstes oder in den „Abhandlungen des Königlich-Preussischen Meteorologischen Instituts“. Diese werden hier nicht aufgeführt.

### AusstellungKlima und Mensch
1949, 1950 und 1952 öffnete die von Knoch ins Leben gerufene Ausstellung Klima und Mensch an den Orten Bad Kissingen, Karlsruhe und erneut Bad Kissingen ihre Tore. Sie zeigte den Zusammenhang zwischen dem Menschen, spezieller seinem Wohlbefinden und dem Klima. Die Ausstellung konnte als Erfolg verbucht werden.